# بانک فدرال آلمان
بانک فدرال آلمان (به آلمانی: Deutsche Bundesbank) بانک مرکزی کشور آلمان و بخشی از سیستم بانک مرکزی اروپا است. با توجه به قدرت و بزرگی، این بانک تاثیرگذارترین عضو در سیستم بانک مرکزی اروپا است. مقر این بانک به همراه مقر بانک مرکزی اروپا در فرانکفورت آلمان قرار دارد.